# Ночные небеса
«Ночные небеса» (англ. Night Skies) — американский фильм ужасов 2007 года режиссёра Роя Книрима. Премьера фильма состоялась 23 января 2007 года. Фильм основан на реальных событиях, произошедших 13 марта 1997 года в пустыне штата Аризона и получивших название Огни Финикса. Съёмки фильма проводились в период с 10 мая 2005 по 10 июня 2005 года.

## Сюжет
Двое парней и три девушки направляются на автодоме в Лас-Вегас. Для того, чтобы быстрее добраться до пункта назначения, компания сворачивает с шоссе на неизвестную просёлочную дорогу. Вскоре героев картины начинают сопровождать огни в небе, которые поначалу не замечались. Однако вскоре внимание всех персонажей было приковано именно к огням, а не к дороге. Из-за этого они не заметили стоящий пикап и резко свернув врезаются в дерево. В результате аварии один из парней Джо неудачно упал на нож, что стало причиной тяжёлой травмы. Автомобиль, в свою очередь, не желает заводиться — всё это послужило запалом для нарастания психической обстановки между самими героями: происходят скандалы, небольшие потасовки, ругань и так далее. Однако это ещё не всё, в лесу, расположенном возле дороги, движется что-то человекоподобное. В это время водитель пикапа  Ричард и Мэтт отправляются на поиски помощи следуя направлению линии электропередачи. Но вскоре к основной группе возвращается один Ричард с окровавленными руками и в состоянии панического ужаса начинает задёргивать занавески автодома.

## В ролях
| Актёр           | Роль   |
| --------------- | ------ |
| Джейсон Коннери | Ричард |
| Эй Джей Кук     | Лили   |
| Джордж Стульц   | Мэтт   |
| Эшли Пелдон     | Молли  |
| Джозеф Сикора   | Джо    |
| Майкл Дорн      | Кайл   |

## Художественные особенности
Сюжет фильма происходит в минимальном количестве мест: внутри автомобильного дома, в лесу, а также на территории возле аварии. Однако ближе к финалу фильма действие перемещается в заброшенный дом. Основное напряжение и атмосфера создаются не компьютерными эффектами (хотя присутствуют и они) и демонстрацией насилия (которого практически в фильме нет), а классическими способами запугивания: особое освещение, стелющийся туман, шуршание кустов и ощущение присутствия кого-то ещё (помимо самих героев), а также разворачивание действий фильма на фоне общей безлюдности.